# Дон Барксдейл
Дон Барксдейл (англ. Don Barksdale, 31 березня 1923 — 8 березня 1993) — американський баскетболіст.
Олімпійський чемпіон 1948 року.
Переможець Панамериканських ігор 1951 року.